# 白額隼
白額隼是猛禽類隼科的一種，也是最小型的猛禽，是婆羅洲沙巴地區的特有鳥類。
牠們長15-17cm，重35-65G，與麻雀的大小差不多。
牠們主要生活在低地森林和可耕地邊緣，以以蜻蜓、蜜蜂和蟬等昆蟲為主要獵物，牠們主要的威脅是棲息地消失。
繁殖季節是從3月到6月，儘管在11月也觀察到了繁殖。